# ジョン・マカーディ

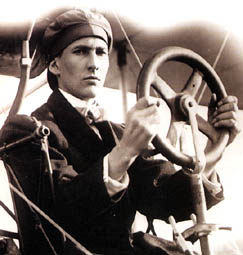
ジョン・マカーディ

ジョン・マカーディ（John Alexander Douglas McCurdy 、1886年8月2日 - 1961年6月25日）はカナダの航空の先駆者である。アエリアル・エクスペリメント・アソシエーションのメンバーとなりイギリス連邦内（カナダ）での最初の飛行機の公開飛行を行なった。1947年から1952年の間、カナダのノバスコシア州の副総督となった。
カナダ、ノバスコシア州のバデックに生まれた。オンタリオのセント アンドリューズ カレッジで学び、トロント大学で機械工学を学び、フレドリック・ボールドウィンと友人となった。1907年にグラハム・ベルの資金でボールドウィンとともにアエリアル・エクスペリメント・アソシエーション（航空実験協会：略称AEA）の設立者の一人となった。
AEAにより製作されたシルバーダートは1908年に、アメリカ合衆国のニューヨーク州ハモンズポートでフレドリック・ボールドウィンの操縦によって飛行に成功した後、1909年2月2日、カナダのノバスコシア州の凍結したブラドー湖でマカーディの操縦で飛行し、マカーディはイギリス連邦内（カナダ）での最初の飛行機の飛行を行なったパイロットとなった。1910年にカナダ人として最初のパイロット免許を取得し、翌年、フロリダからキューバまでの初めての飛行を行なった。1915年にカナダ最初の飛行場であるLong Branch Aerodromeのマネージャーを務めた。
第二次世界大戦中は航空機製作の監督に携わり、1947年からノバスコシア州の副総督を務めた。1973年に設立されたカナダ航空の殿堂（Canada's Aviation Hall of Fame ）に殿堂入りしている。2009年ノバスコシア州シドニーの空港はJ.A.ダグラス・マカーディ空港と改名された。